# Сиринга
 Тази статия е за нимфа.  За род растение вижте Люляк.  
Сиринга (на гръцки: Συριγξ) в древногръцката митология е нимфа-хамадриада живяла в Аркадия.
Тя почитала Артемида и пазела своята непорочност. Веднъж я срещнал бог Пан и я подгонил, а тя се устремила към реката Ладона, молейки сестрите си наядите да ѝ помогнат. Наядите я превърнали в тръстика, която при порива на вятъра издавала жални звуци. Пан взел няколко стръка от тях и направил от тях своята пан-флейта, наречена „сиринга“ в чест на нимфата.

## Галерия
- „Пан преследва Сиринга“ от Ан-Луи Жироде, 1826 г.
- „Пан и Сиринга“ от Жан-Франсоа де Трой, 1723 г.
- „Пан преследва Сиринга“ от Хендрик ван Бален стари, 1615 г.